# Amara (okręg Buzău)
Amara – wieś w Rumunii, w okręgu Buzău, w gminie Balta Albă. W 2011 roku liczyła 1147 mieszkańców.